# Prix Helen Johansson
Prix Helen Johansson är en årlig travtävling för 6-8 åriga ston som körs under samma dag som Prix d'Amérique på Vincennesbanan utanför Paris. Det är ett Grupp 3-lopp, det vill säga ett lopp av tredje högsta internationella klass. Loppet har körts varje år sedan 1997, och har idag en samlad prissumma på 80 000 euro.
Loppet körs över en distans på 2100 meter med autostart. Loppet är uppkallat efter den svenska kusken Helen A. Johansson, som 1995 blev den första kvinna att segra i Prix d'Amérique.

## Segrare
| År   | Vinnare            | Kusk                  | Tränare               | Tid    |
| ---- | ------------------ | --------------------- | --------------------- | ------ |
| 2025 | Harmonista         | Franck Nivard         | Franck Nivard         | 1.10,5 |
| 2024 | Isla Jet           | Éric Raffin           | Tomas Malmqvist       | 1.10,3 |
| 2023 | Allegra Gifont     | Alessandro Gocciadoro | Alessandro Gocciadoro | 1.12,5 |
| 2022 | Fine Colline       | Matthieu Abrivard     | Matthieu Abrivard     | 1.11,7 |
| 2021 | A Sweet Dance      | Alexis Prat           | Anders Lindqvist      | 1.11,0 |
| 2020 | Dear Friend        | Johan Untersteiner    | Johan Untersteiner    | 1.11,4 |
| 2019 | Chica de Joudes    | Alain Laurent         | Alain Laurent         | 1.10,9 |
| 2018 | Sharon Gar         | Jean Philippe Monclin | Philippe Billard      | 1.11,0 |
| 2017 | Vacate Money       | Jean Philippe Dubois  | Philippe Moulin       | 1.11,9 |
| 2016 | Red Rose America   | Örjan Kihlström       | Fabrice Souloy        | 1.12,5 |
| 2015 | Moving On          | Franck Nivard         | Fabrice Souloy        | 1.11,3 |
| 2014 | Urella             | Jean-Michel Bazire    | Jean-Michel Bazire    | 1.13,6 |
| 2013 | Touch Of Quick     | Franck Nivard         | Franck Leblanc        | 1.12,1 |
| 2012 | Marielles          | Christophe Martens    | Vincent Martens       | 1.12,7 |
| 2011 | Renora             | Franck Nivard         | Franck Leblanc        | 1.12,4 |
| 2010 | Querida des Fouees | Éric Raffin           | Theophile Loncke      | 1.12,0 |
| 2009 | Priscilla Blue     | Louis Baudron         | Louis Baudron         | 1.13,2 |
| 2008 | Michka             | Pierre Levesque       | Pierre Levesque       | 1.12,3 |
| 2007 | Riva Del Sole      | Tom Horpestad         | Tom Horpestad         | 1.12,2 |
| 2006 | Laura d'Amour      | Jean-Michel Bazire    | Jean-Michel Bazire    | 1.12,1 |
| 2005 | Sävaflickan        | Björn Goop            | Urban G. Eriksson     | 1.13,4 |
| 2004 | Västerbo Daylight  | Jarmo Niskanen        | Jarmo Niskanen        | 1.12,6 |
| 2003 | Zeffirella Rl      | Pietro Gubellini      | Enrico Gubellini      | 1.15,8 |
| 2002 | Inedite Gede       | Michel Lenoir         | Michel Lenoir         | 1.13,6 |
| 2001 | Grimaud            | Pierre Levesque       | Pierre Levesque       | 1.14,3 |
| 2000 | Not A Spacecase    | Jorma Kontio          | Kirsi-Marja Sell      | 1.13,4 |
| 1999 | Fan Idole          | Pierre Vercruysse     | Richard W. Denechere  | 1.15,0 |
| 1998 | Diamantinette      | Roland Dersoir        | Roland Dersoir        | 1.16,2 |
| 1997 | Deesse de Moutiers | Jean Marie Monclin    | Jean Marie Monclin    | 1.15,6 |